# Twingo Smile
Smile schräg von vorn bei der NZZ

Link zum Bild

Der Twingo Smile ist ein im Auftrag von Greenpeace entwickeltes Niedrigverbrauchs-Auto („Drei-Liter-Auto“) auf Basis des Renault Twingo I. Sein Prototyp wurde 1996 der Öffentlichkeit vorgestellt und reduzierte den Benzinverbrauch des Grundfahrzeugs auf die Hälfte. Der Name „Smile“ steht als Akronym für das Konzept: „Small. Intelligent. Light. Efficient.“.
Greenpeace nutzte das Fahrzeug, unter anderem unter dem Motto „Der erste Schritt − die Hälfte Sprit“, für seine bereits 1993 gestartete Klimaschutz-Kampagne zur Senkung des Energieverbrauchs im Verkehr.

## Ziel des Konzeptes
Greenpeace wollte nachweisen, dass es nach dem damaligen Stand der Technik möglich war, den Kraftstoffverbrauch der Fahrzeugflotte bei gleicher Performance (Leistung, Fahreigenschaften, Sicherheit, Komfort) zu halbieren, und dass der von der Automobilindustrie und anderen Lobbyisten behauptete hohe Kosten- und Materialaufwand zur Herstellung von Niedrigenergiefahrzeugen vorgeschoben sei. Vorrangiges Ziel war daher der Umbau eines Serienfahrzeuges, das bei gleichem oder allenfalls geringfügig höherem Preis den Kraftstoffverbrauch im NEFZ halbiert (Neuer Europäischer Fahrzyklus, damals offizielles EU-Testverfahren zur Ermittlung von Verbrauch und CO2-Emissionen). Das Fahrzeug sollte folgende Kriterien erfüllen:
- Kleinwagen[anm 1] aus Serienfertigung mit vier Sitzplätzen und etwa 55 PS Leistung als Basis;
- Ottomotor statt Dieselmotor, da ohne Rußpartikel und im weltweiten Einsatz völlig dominierend;
- Großserienfähiges Konzept, das Alltagsansprüche durchschnittlicher Autofahrer ebenso gut erfüllt wie das Basismodell.

Der 1993 eingeführte Renault Twingo erfüllte diese Vorgaben. Außerdem hatte der serienmäßig eingebaute Motor ein großes Potenzial zur Verbrauchssenkung, da sein Konzept mit Graugussmotorblock und seitlicher Nockenwelle vom Renault 8 aus den frühen 1960er-Jahren stammte und dadurch strömungstechnisch und mechanisch einen niedrigen Wirkungsgrad besaß. Außerdem war der Twingo eng mit dem Renault-Prototyp Vesta verbunden, der 1982 mit dem Ziel der Verbrauchsreduzierung vorgestellt wurde. Er ging jedoch nie in Serie. Renault stellte die Arbeiten am Vesta 1988 ein. Greenpeace „entführte“ das Fahrzeug, um es vor dem Verschwinden im Renault-Museum zu bewahren und Renault zu einer Weiterführung des Spar-Konzeptes zu zwingen. Das war der Beginn der Greenpeace-Kampagne zur Senkung des Spritverbrauchs bei PKW. Der Twingo SmILE stand insofern also auch in direkter Kontinuität mit dem Kampagnenstart rund um den Vesta.

## Durchführung
Greenpeace suchte zur Umsetzung eines Sparkonzeptes seit 1992 nach kompetenten Firmen und traf Anfang 1993 auf die Schweizer Firma Swissauto/Wenko (benannt nach den Inhabern Urs Wenger und Beat Kohler). Wenko war Anfang der neunziger Jahre weltweit bekannt durch seine Zusammenarbeit mit den damaligen Weltmeistern im Seitenwagenrennen, Biland und Waltisperg, für die Wenko einen hochaufgeladenen Motor konstruiert hatte. Nach vielen Vorgesprächen betraute Greenpeace Anfang 1994 das Unternehmen mit der Entwicklung eines sparsamen Motors und des entsprechenden Fahrzeuges. Greenpeace gewährte einen Zuschuss als Kredit in Höhe von 3,5 Mio. DM (entspricht ca. 3,1 Mio. € im Jahr 2024), der nur im Falle eines wirtschaftlichen Erfolges rückzahlbar war. Wenko selbst entwickelte die Antriebstechnik. Die Engineering-Firma Esoro aus Fällanden, Schweiz, arbeitete an der Karosserie, senkte das Fahrzeuggewicht und reduzierte den Rollwiderstand. Das Design, mit dem vor allem der Luftwiderstand reduziert wurde, stammt von der ebenfalls schweizerischen Firma BRM.
Luftwiderstand
Durch Arbeiten im Windkanal bei SF Emmen (heute RUAG) wurde der Luftwiderstandsbeiwert {\displaystyle c_{w}} von 0,371 auf 0,246 ({\displaystyle c_{w}\cdot A} von 0,63 auf 0,48 m²) gesenkt. Dies geschah durch Eingriffe in die Karosserieform (Verschlankung, starke Schrägstellung von Seitenteilen und Fensterfront, Umgestaltung des Hecks, Unterboden), dem Anbau von Kunststoffteilen, die von BRM Design gefertigt wurden, sowie zahlreichen kleineren Design-Optimierungen, wie Außenspiegel etc.
Rollreibung
Durch den Einsatz besonders rollwiderstandsarmer und schmaler Reifen wurde die Rollreibung von 0,012 auf 0,008 verringert.
Gewichtseinsparung
An dem Fahrzeug wurde das Gewicht um 185 kg reduziert, die je etwa zur Hälfte auf den leichteren Motor und den Einsatz von Aluminiumteilen an der Karosserie und am Fahrwerk zurückzuführen sind. Die Sitze wurden vereinfacht. Der Tankinhalt wurde auf 20 l verkleinert.
Motortechnik
Wenko entwickelte einen Zweizylinder-Boxermotor von 358 cm³ Hubraum mit je einer obenliegenden Nockenwelle, die vier Ventile über Rollenkipphebel betätigte. Das Verdichtungsverhältnis lag bei 10:1. Ein Druckwellenlader (COMPREX) mit maximalem Ladedruckverhältnis von 3 sorgte bei 26 bar Mitteldruck für 75 Nm Drehmoment schon mit 3000 min−1, während die Höchstleistung von 40 kW (55 PS) erst bei 5500 min−1 erreicht wurde. Das Einbaugewicht mit allen Anbauteilen betrug nur 38 kg.
Dieser Motor konnte im Teillastbereich, also dem allgemeinen Fahrbereich, ohne Aufladung mit einem sehr hohen Saugrohrdruck arbeiten. Nur zum Beschleunigen oder für eine hohe Geschwindigkeit wurden die Aufladung und auch die volle Motorleistung benötigt. Der beste spezifische Verbrauch von 259 g/kWh wurde bei 4500 min−1 und etwa 27 PS erreicht. Technisch bedeutend war, dass der Teillastbereich für einen Ottomotor sehr breit ausfiel, so dass im typischen Lastfall mit einem ähnlich günstigen spezifischen Verbrauch gefahren werden konnte, wie mit einem Dieselmotor.

## Ergebnis
Der fertigentwickelte Motor und, getrennt davon, das Designkonzept wurden der Öffentlichkeit erstmals in Berlin, parallel zur Frankfurter IAA, vorgestellt. Der fertige Prototyp absolvierte seine erste öffentliche Testfahrt am 13. August 1996. Auf einem Parcours von etwa 150 km rund um Luzern fuhr der SmILE im direkten Vergleich mit dem Original-Twingo, einem VW Polo und einem Ford Escort. Von besonderem Interesse war der Verbrauch des optimierten SmILE mit dem Original-Twingo. Dessen Verbrauch lag erwartungsgemäß bei ca. 6,7 l/100 km, der durchschnittliche Benzinverbrauch des SmILE nach NEFZ wurde mit 3,3 l/100 km ermittelt. Das Ziel einer Halbierung des Verbrauchs war erbracht. Auch die weiteren Ziele hinsichtlich der Fahrleistungen wurden erfüllt. Die Beschleunigung lag gleichauf mit dem Ausgangsmodell. Die Höchstgeschwindigkeit wird aufgrund der besseren Aerodynamik auf 170 km/h geschätzt und läge damit 15 km/h höher als beim Ausgangstyp. Projektleiter Wolfgang Lohbeck fuhr den SmILE mit 171 km/h.
Im Betrieb auf Langstrecken lag der Durchschnittsverbrauch erheblich unter dem Testverbrauch nach NEFZ. Einen Niedrigverbrauchs-Rekord stellte Greenpeace auf einer Testfahrt unter besonders günstigen Bedingungen von Hamburg nach Berlin am 17. Oktober 1996 auf. Der reale gefahrene Durchschnittsverbrauch lag bei 2,2 l/100 km. Danach führte Greenpeace zahlreiche Langstrecken-Testfahrten durch, so unter anderem -unter Aufsicht des TÜV- am 5. Mai 1997 von Genua bis zur Nordspitze Dänemarks mit einer Tankfüllung (40 l), von Athen nach Thessaloniki im Herbst 1997, und durch Spanien im Mai 1999. Aufmerksamkeit erregte vor allem die Fahrt von Hamburg nach Rom, die Greenpeace mit einer Tankfüllung bewältigen wollte. Die 1640 km wurden mit einem Durchschnittsverbrauch von 2,4 l/100 km bewältigt, bei der Ankunft in Rom war noch ein Liter Sprit im Tank. Alle Fahrten erfolgten mit versiegeltem und von Dritten (u. a. TÜV, BamS) kontrolliertem Tank.
Insgesamt legte das Fahrzeug auf Versuchs- und Demonstrationsfahrten etwa 80.000 km zurück. Ein Tester der Zeitschrift Auto Bild bescheinigte dem Fahrzeug Fahrleistungen, die dem Serienmodell in nichts nachstünden. Greenpeace schlussfolgerte aus der Studie, dass mit dem verwendeten Konzept für alle damaligen Serienfahrzeuge eine Verbrauchssenkung auf 50 % relativ leicht erreichbar sei.
Der SmILE war zu sehen auf zahlreichen Automobilmessen, darunter in Shanghai (Juni 1997), in Peking (Juni 1998), und auf der IAA in Frankfurt (1999).

## Resonanz
Auf Fachseminaren und Vorlesungen an Hochschulen wurde das Konzept mit dem Fachpublikum und Ingenieuren der Automobilbranche diskutiert und fand breites Interesse. Bei den Fahrzeugherstellern hingegen traf die Konzeptstudie auf ein geteiltes Echo. Während das Fahrzeug und das zugrundeliegende Konzept des Downsizing and Supercharging von Ingenieuren und Fachleuten teils euphorisch begrüßt wurde, zeigten sich die Autohersteller in ihren offiziellen Stellungnahmen distanziert. Dennoch kam es aber zu Gesprächen mit den Entwicklungsleitern sowohl bei Renault in Paris und bei Ford, wo Greenpeace zusammen mit Wenko auf Einladung von Ford am 18. Juni 2000 in Detroit den Chefentwicklern das SmILE-Konzept vorstellten. In der Presse wurde angemerkt, dass weder Renault als Hersteller des Twingo noch andere Autohersteller nach Abschluss der Studie Interesse an einer Serienfertigung hatten. Dies war allerdings auch nicht das Ziel der Entwicklung von Greenpeace. Der SmILE war keine Blaupause für eine Serienfertigung, sondern eine Studie zur Demonstration des Prinzips: dass sich im Dreiklang von effizientem Motor, Reduzierung des Gewichts und Verringerung der Luft- und Reibungswiderstände der Spritverbrauch halbieren ließe, nicht nur bei einem Kleinwagen, sondern bei jedem PKW.
In einem Streitgespräch zwischen Greenpeace-Projektleiter Lohbeck und Opel-Chefentwickler Fritz Indra im November 1997 bestätigte Indra Greenpeace, „wir können von Ihnen lernen“. Im Motoren-Symposium ein Jahr später im Essener Haus der Technik verkündete Audi, das Downsizing und Supercharging, also der Kern des SmILE-Konzeptes von Greenpeace und des SAVE-Motorkonzeptes von Wenko seien „der Königsweg zur Verringerung des Kraftstoffverbrauches“. (zitiert nach: „Der erste Schritt − die Hälfte Sprit“, Greenpeace 1999)
Im Gegensatz zu dem nach außen gezeigten geringen Interesse an dem von Greenpeace aufgezeigten Weg setzte sich das Konzept der Hochaufladung in Verbindung mit einer Hubraumreduzierung aber auf breiter Front durch. Greenpeace hatte ein nicht nur in der Öffentlichkeit, auch in der Fachwelt zwar bekanntes, aber wenig angewandtes Prinzip „wiederentdeckt“ und damit in kurzer Zeit erstaunliche Ergebnisse erzielt. Erst danach begann der Siegeszug der Hochaufladung von Verbrennungsmotoren, zwar nicht mit dem von Greenpeace favorisierten Druckwellenlader, sondern mittels des einfacheren und bereits in Serie eingesetzten Turboabgasladers. Die preisgünstige und effiziente Methode zur Kraftstoffeinsparung wurde von der Herstellern dann allerdings in einer Weise eingesetzt, die den ursprünglichen Zielen von Greenpeace diametral entgegenstand: Anstelle einer Halbierung des Verbrauchs bei gleicher Leistung trat die Verdoppelung der Leistung bei gleichem Verbrauch, und diese Art der Anwendung des SAVE-Motorkonzepts ermöglichte auch den parallel einsetzenden Boom der schweren SUV, die dadurch trotz hoher Gewichte und hoher Leistungen relativ sparsam wurden.
Der SmILE fand seinen Platz im Deutschen Museum in München: am 2. Juni 2015 rollten Wenko und Greenpeace – nachdem sämtliche Betriebsmittel und Flüssigkeiten entfernt waren – gemeinsam das Fahrzeug, das Geschichte geschrieben hatte, in die Halle des Verkehrsmuseums, wo es bis heute (in Halle 3) besichtigt werden kann. „Der SmILE verdient einen Platz im Museum. Doch die Industrie hat seine Technologie missbraucht, um nicht sparsamere, sondern größere und schwerere Autos zu bauen“, so Wolfgang Lohbeck, ehemaliger Leiter des SmILE-Projekts.

### Anmerkung
1. ↑  Die Klassierung als „Kleinstwagen“ war in den 1990er-Jahren noch nicht üblich, erst recht nicht umgangssprachlich, sondern erst im Entstehen begriffen. Mit einer Länge von 3433 mm lag der Renault Twingo I damals zwischen Vergleichsmodellen, die heute als Kleinwagen gelten, wie der VW Polo II mit 3655 mm oder der Ford Fiesta ’89 mit 3743 mm, und solchen, die noch kleiner waren, wie der Fiat Cinquecento mit 3230 mm oder der Mini (BMC ADO 15) mit 3060 mm.

### Belege
1. ↑  SmILE: Der 1. Schritt - die Hälfte Sprit | Greenpeace. 6. Februar 2024, abgerufen am 17. April 2024.
2. ↑  
Smile: Der erste Schritt, die Hälfte Sprit. greenpeace.de, 2006, abgerufen am 25. Mai 2019.
3. ↑  Toutes les Renault produites année par année. Abgerufen am 17. April 2024.
4. ↑  Kai von Appen: Ein geklautes Auto geht auf Tour. In: Die Tageszeitung: taz. 5. Oktober 1993, ISSN 0931-9085, S. 20 (taz.de [abgerufen am 17. April 2024]).
5. ↑  Daniel Meier: Das Drei-Liter-Auto von Greenpeace: Von der Strasse ins Museum. In: Neue Zürcher Zeitung. 10. Februar 2024, ISSN 0376-6829 (nzz.ch [abgerufen am 19. April 2024]).
6. ↑  https://www.swissauto.com/swissauto-webseite/uploadfiles/DE_2000FG.pdf
7. ↑  https://www.swissauto.com/swissauto-webseite/uploadfiles/DE_2000FG.pdf
8. ↑  
Lino Guzzella, Roger Martin: Das SAVE-Motorkonzept. In: Motortechnische Zeitschrift 59. 1998, abgerufen am 25. Mai 2019.
9. 1 2  
Smile: Das Wichtigste in Kürze. greenpeace.de, abgerufen am 25. Mai 2019.
10. ↑  https://www.nzz.ch/wissenschaft/drei-liter-auto-greenpeace-strasse-museum-ld.1791276
11. ↑  
Erst belächelt, dann kopiert. greenpeace.de, 2011, abgerufen am 25. Mai 2019.
12. ↑  SmILE: Der 1. Schritt - die Hälfte Sprit | Greenpeace. 6. Februar 2024, abgerufen am 19. April 2024.
13. ↑  SmILE: Der 1. Schritt - die Hälfte Sprit | Greenpeace. 6. Februar 2024, abgerufen am 19. April 2024.
14. ↑  Benzinpreis? Kein Problem für den Twingo "SmILE"! / Greenpeace-Auto fährt mit einer Tankfüllung von Hamburg nach Rom. 11. Juni 2000, abgerufen am 19. April 2024.
15. ↑  https://magazin.spiegel.de/EpubDelivery/spiegel/pdf/8775784
16. ↑  SmILE: Der 1. Schritt - die Hälfte Sprit | Greenpeace. 6. Februar 2024, abgerufen am 19. April 2024.
17. ↑  Greenpeace Auto "Smile" - Deutsches Museum. 7. Juli 2015, abgerufen am 19. April 2024 (deutsch).
18. ↑  Erstes 3-Liter-Auto fährt ins Museum. 2. Juni 2015, abgerufen am 19. April 2024.